# Bitka u Kaudinskom klancu
Bitka u Kaudinskom klancu, 321. pr. Kr., bila je odlučujući događaj Drugog samnitskog rata. Njezino označavanje bitkom puka je povijesna formalnost: nije bilo borbi i nije bilo žrtava. Samniti su zarobili Rimljani u zatvorenoj dolini prije nego što su shvatili što se događa i ništa nije preostalo nego pregovarati o nepovoljnoj predaji. Akcija je bila potpuno politička, sa sucima na objema stranama koji su pokušavali postići najbolje uvjete za svoju stranu bez kršenja općih uvjerenja koja se tiču pravila rata i vođenja mira. Na kraju su Samniti odlučili da bi za buduće odnose bilo bolje pustiti Rimljane, dok su Rimljani zbog vjerskih razloga i časti odlučili zaustaviti vojnu kampanju protiv Samnita.

## Opis
Prema Livijevom izvještaju, samnitski zapovjednik, Gaj Poncije, čuvši da se rimska vojska nalazi u blizini Calatije, poslao je deset vojnika prerušenih u pastire s naredbom da daju istu priču, a to je da Samniti opsjedaju Luceru u Apuliji. Rimski zapovjednici, potpuno zaneseni ovom varkom, odlučili su krenuti u pomoć Luceri. Što je još gore, odabrali su brži put, duž ceste koja je kasnije postala Via Appia, kroz Kaudinski klanac (Furculae Caudinae), uski planinski prijevoj u blizini Beneventa, Kampanija. Područje oko Kaudinskog klanca bilo je okruženo planinama i moglo se ući kroz samo dva defilea. Rimljani su ušli po jedan; ali kad su stigli do drugog defilea našli su ga zabarikadiranog. Odmah su se vratili u prvi defile i shvatili  da ga drže Samniti. U ovom su trenutku Rimljani, prema Liviju, pali u potpuni očaj, znajući da je situacija prilično beznadna.
Samniti nisu znali što učiniti kako bi iskoristili svoj uspjeh. Stoga su uvjerili Poncija da pošalje pismo svom ocu Hereniju. Stigao je odgovor da Rimljane treba što prije pustiti neozlijeđene. Ovaj savjet je odbijen, a Hereniju je poslano još jedno pismo. Ovaj put savjet je bio pobiti Rimljane do posljednjeg čovjeka.
Ne znajući što bi s takvim kontradiktornim savjetom, Samniti su zatim zamolili Herenija da im osobno dođe objasniti. Kada je Herenije stigao, objasnio je da će Rimljane steći u prijateljstvu ako oslobode Rimljane bez ozljeda. Kad bi pobili cijelu rimsku vojsku, onda bi Rim bio toliko oslabljen da više generacija ne bi predstavljali prijetnju. Na to je njegov sin upitao ne postoji li srednji put. Herennius je inzistirao na tome da bi svaki srednji put bio potpuna ludost i da bi Rimljani žudili za osvetom, a ne bi bili oslabljeni.

## Pogled modernih povjesničara
Suvremeni povjesničari bacili su sumnju na pojedinosti Livijeva izvještaja. Niti jedan defile koji vodi do središnje ravnice nije tako uzak i strm kako bi opravdao Livijev dramatični opis. Zapadni defile (u blizini grada Arienza) širok je više od jednog kilometra i malo je vjerojatno da bi Samniti imali vremena da ga učinkovito blokiraju u kratkom vremenu koje bi Rimljanima bilo potrebno da prijeđu ravnicu dugu 4.5 km do istočnog defilea (blizu Arpaie) i vrate se. Čak je i istočni kraj, koji je uži, dovoljno širok da omogući prolaz kroz njega držeći se izvan dometa projektila bačenih s brda s obje strane. Horsfall sugerira da su na Livijevu geografiju možda utjecali izvještaji o pohodima Aleksandra Velikog koji su se dogodili u isto vrijeme.

## Posljedice
Prema Liviju, Poncije nije htio poslušati savjet svog oca i inzistirao je da se Rimljani predaju i pređu ispod jarma. S tim su se složila dva zapovjedna konzula, jer je vojska bila suočena s gladovanjem. Livije detaljno opisuje poniženje Rimljana, čime se naglašava mudrost Herenijeva savjeta.
Livije sam sebi proturječi je li Rim poštovao ili brzo odbacio Kaudinski mir. Livije tvrdi da je rimski senat odbacio uvjete, ali na drugom mjestu tvrdi da je Rim poštovao Kaudinski mir sve dok neprijateljstva ponovno nisu izbila 316.:228

## Daljnje čitanje
- Rosenstein, Nathan S. Imperatores Victi: Vojni poraz i aristokratsko natjecanje u srednjoj i kasnoj republici. Berkeley: University of California Press, 1990. http://ark.cdlib.org/ark:/13030/ft967nb61p/
- Hammond, NGL & Scullard, HH (Ur.) (1970).Oxfordski klasični rječnik (str. 217). Oxford: Oxford University Press.ISBN 0-19-869117-3ISBN 0-19-869117-3 .